# 黑身駝背杜父魚
黑身駝背杜父魚（学名：Cyphocottus megalops）為輻鰭魚綱鮋形目杜父魚亞目淵杜父魚科的其中一種，為淡水魚類，分布於俄羅斯貝加爾湖流域，棲息深度140-370公尺，體長可達16.5公分，棲息在泥底質底層水域，生活習性不明。